# La Oliva
La Oliva – gmina w Hiszpanii, w prowincji Las Palmas, we wspólnocie autonomicznej Wysp Kanaryjskich, o powierzchni 356,13 km². W 2011 roku gmina liczyła 24 079 mieszkańców.